# حادثه موکدن
حادثه موکدن یا حادثه منچوری به حادثهٔ انفجار قسمتی از خطوط راه‌آهن در منچوری در ۱۸ سپتامبر ۱۹۳۱ میلادی گفته می‌شود. این حادثه بهانهٔ حمله ژاپن به منچوری قرار گرفت.
در ۱۸ سپتامبر، ۱۹۳۱، مقدار کمی دینامیت توسط ستوان ژاپنی کاواموتو سوئه‌موری منفجر شد. این انفجار نزدیک به یک خط راه‌آهن متعلق به امپراتوری ژاپن، به نام راه‌آهن جنوب منچوری در نزدیکی موکدن (در حال حاضر شنیانگ) بود. اگر چه این انفجار به حدی ضعیف بود که حتی موفق به از بین بردن خطوط راه‌آهن نشد و چند دقیقه بعد قطار از این محل رد شد، اما ارتش سلطنتی ژاپن، جمهوری چین (۱۹۴۹–۱۹۱۲) را به عنوان عامل انفجار متهم کرد. ژاپن سپس به عنوان تلافی این انفجار، به یک حملهٔ کامل که منجر به اشغال منچوری شد دست زد و ۶ ماه بعد دولت دست‌نشانده خود بنام مانچوکوئو را در منچوری تأسیس کرد و بر سر کار آورد. خدعهٔ ژاپن برای به دست آوردن بهانه برای شروع جنگ به زودی به اطلاع جامعه بین‌المللی رسید، ژاپن به انزوای دیپلماتیک کشانده شد و به میل خود در مارس سال ۱۹۳۳ از جامعه ملل خارج شد.

### پیش‌زمینه
تحت موارد قرارداد بیست و یک تقاضا با چین، دولت ژاپن حق مستقر کردن نیروهایش در مناطق اطراف راه‌آهن جنوب منچوری در منطقه منچوری چین را داشت. این خط راه‌آهن مسیر عمدهٔ بازرگانی بین دو کشور بود.

## حادثه
در سپتامبر ۱۹۳۱، کانتوگون ژاپن به بخشی از این خط راه‌آهن آسیب خفیفی زد تا بهانه‌ای برای حمله به چین ایجاد شود.
ارتش ژاپن ادعا کرد که سربازان چینی به خط راه‌آهن آسیب زده‌اند، و به عنوان تلافی آن (بر خلاف دستورهای ظاهری توکیو)
همهٔ منچوری را تصرف کرد و با تغییر نام آن به مانچوکوئو، در ۹ مارس ۱۹۳۲ دولتی دست‌نشانده در آن تأسیس کرد که امپراتور سابق چین، پویی، رهبر آن بود.

## بحران دیپلماتیک

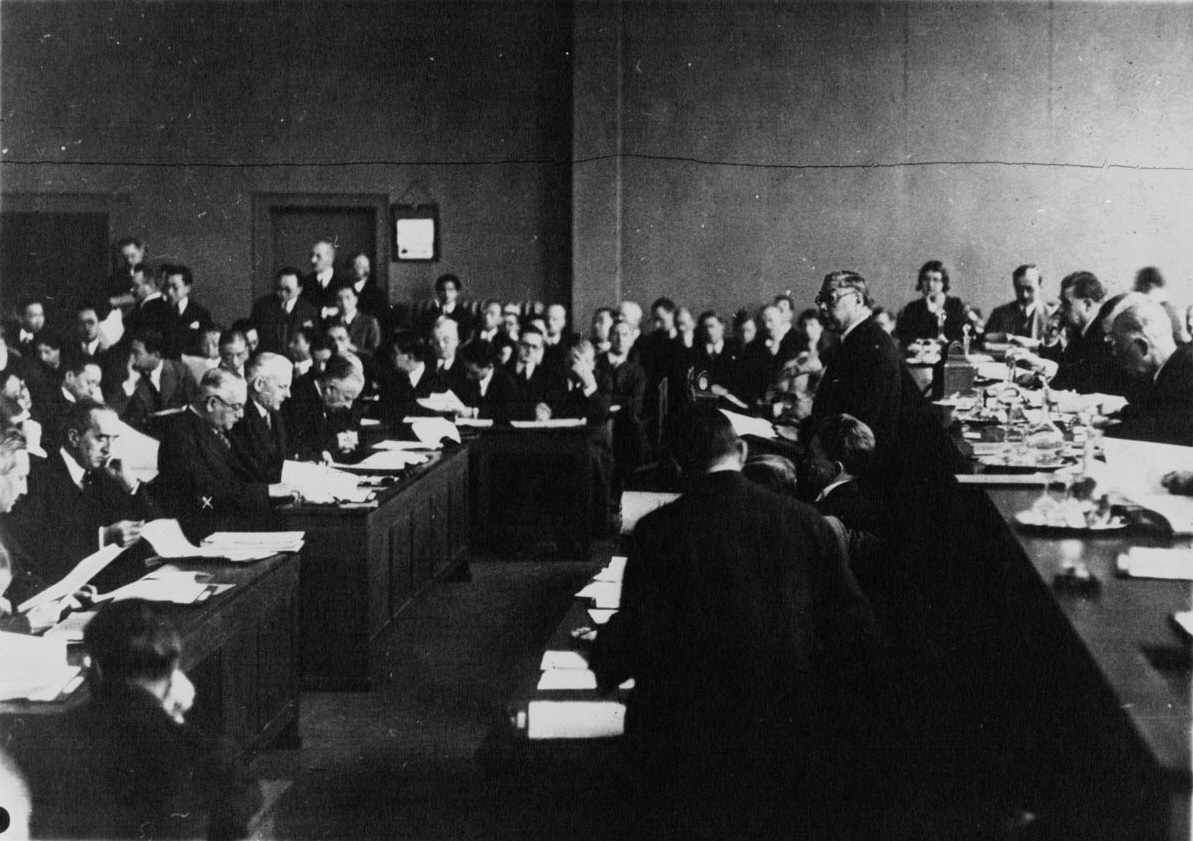
سخنرانی هیئت چینی در جامعهٔ ملل در رابطه با حادثه موکدن، ۱۹۳۲.

تنها کشورهایی که این دولت جدید را به رسمیت شناختند ایتالیا، آلمان نازی و اسپانیا بودند؛ و بقیهٔ اعضای جامعهٔ ملل منچوری را بخشی از چین می‌دانستند.
جامعهٔ ملل ناظرانی به منطقه اعزام کرد و کمیته‌ای، موسوم به کمیتهٔ لیتون، تشکیل داد تا به این موضوع رسیدگی کند. گزارش لیتون یک سال بعد، در اکتبر ۱۹۳۲، منتشر شد. ژاپن در حمله به منچوری مقصر بوده‌است و باید آن را به چین بازگرداند. این گزارش همچنین بیان می‌داشت که اعضای جامعهٔ ملل نباید دولت دست‌نشاندهٔ مانچوکوئو را به رسمیت بشناسند و پیشنهاد کرد که در منچوری دولت خودمختاری تحت حاکمیت چین تشکیل شود. مجمع عمومی جامعه ملل این گزارش را در ۱۹۳۳ با رأی ۴۲ رأی موافق و ۱ رأی مخالف (ژاپن) تصویب کرد و ژاپن در اعتراض به جای خارج کردن نیروهایش از چین، از جامعهٔ ملل خارج شد.

## پیامد
حادثهٔ موکدن یا حادثهٔ منچوری ضربه‌ای کاری بود که اعتبار و اقتدار جامعه ملل را تضعیف کرد، چرا که اعضای بزرگ جامعه از مقابله با تجاوز ژاپن سر باز زدند و ژاپن نیز خود از جامعه خارج شد.
تاریخ‌دان بریتانیایی، سی. ال. موات، می‌نویسد که در نتیجهٔ این پرونده، آرمان امنیت دسته‌جمعی معدوم شد:
جامعه و آرمان امنیت دسته‌جمعی و حکومت قانون شکست خورد؛ تا اندازه‌ای به‌سبب بی‌اعتنایی، و همدلی با تجاوزگر، ولی تا اندازه‌ای‌هم به‌سبب اینکه قدرت‌های جامعه آماده نبودند، سرشان جای دیگری گرم بود، و در درک مقیاس جاه‌طلبی‌های ژاپن کند بودند.— بریتانیا بین دو جنگ ۱۹۱۸–۱۹۴۰
.